# Friedrich Blühmel
Friedrich Blühmel  (* 1777 in Pless, Oberschlesien; † 1845) war deutscher Hornist und Instrumentenbauer.
Friedrich Blühmel erfand im Jahre 1813 unabhängig und gleichzeitig mit Heinrich Stölzel die Ventiltechnik für Blechblasinstrumente. Beide statteten das ventillose Naturhorn mit zwei Ventilen zum chromatischen Horn aus. Hierdurch erlangte dieses Instrument eine erhöhte Beweglichkeit und wurde als Melodieinstrument in Orchestern verwendbar. Im Jahr 1817 schrieb der Breslauer Komponist Werner das erste Konzert für chromatisches Horn. 1818 meldete Friedrich Blühmel mit Heinrich Stölzel ein auf 10 Jahre befristetes, gemeinsames Patent auf dieses mit Ventilen versehene chromatische Horn an. 1819 fügte der Leipziger Instrumentenbauer Christian Friedrich Sattler ein drittes Ventil hinzu. Ab 1820 wurde diese Ventiltechnik auf die Trompete übertragen. Diese sogenannten Ventilinstrumente setzten sich ab 1830 zunehmend in den Orchestern und vor allem im Bereich der Militärmusik durch.